# George Gallo
George Gallo, Jr. (Port Chester, 1º gennaio 1956) è uno sceneggiatore, pittore, regista, produttore e musicista statunitense.

## Biografia
Studente di arti grafiche, ispirato da Martin Scorsese, ebbe fortuna col suo primo copione (Cadaveri e compari del 1986 diretto da Brian De Palma); negli anni ha continuato a produrre e a dirigere film. 
È conosciuto sia per aver scritto Prima di mezzanotte e Perseguitato dalla fortuna, che per la sua attività di pittore impressionista vincitore del premio Arts for the Parks nel 1990 con al suo attivo tre mostre personali a New York.
Nel 2010 ha scritto e diretto il film Middle Men con Luke Wilson, attualmente vive a Los Angeles.

## Filmografia parziale

### Regista
- Perseguitato dalla fortuna (29th Street) (1991)
- Bufera in Paradiso (Trapped in Paradise) (1994)
- Double Take (2001)
- Dysfunktional Family (2003) - documentario
- Local Color (2006)
- Homeland Security (My Mom's New Boyfriend) (2008)
- Middle Men (2010)
- Columbus Circle (2012)
- Bigger (2018)
- La rosa velenosa (The Poison Rose), co-regia con Francesco Cinquemani e Luca Giliberto (2019)
- C'era una truffa a Hollywood (The Comeback Trail) (2020)
- Vanquish (2021)
- Muti - The Ritual Killer (The Ritual Killer), co-regia con Francesco Cinquemani e Luca Giliberto (2023)

### Sceneggiatore
- Cadaveri e compari, regia di Brian De Palma (1986)
- Prima di mezzanotte, regia di Martin Brest (1988)
- Perseguitato dalla fortuna , regia di George Gallo (1991)
- Bufera in Paradiso, regia di George Gallo (1994)
- Bad Boys , regia di Michael Bay (1995) - solo soggetto
- Terapia e pallottole, regia di Harold Ramis (1995) - non accreditato
- Spot - Supercane anticrimine, regia di John Whitesell (2001)
- Double Take, regia di George Gallo (2001)
- Bad Boys II, regia di Michael Bay (2003) - personaggi
- FBI: Protezione testimoni 2, regia di Howard Deutch (2004)
- Local Color, regia di George Gallo (2006)
- Nome in codice: Cleaner (Code Name: The Cleaner), regia di Les Mayfield (2007)
- Homeland Security, regia di George Gallo (2008)
- Middle Men, regia di George Gallo (2010)
- Columbus Circle, regia di George Gallo (2012)
- La rosa velenosa (The Poison Rose), regia di George Gallo, Francesco Cinquemani e Luca Giliberto (2019)
- C'era una truffa a Hollywood (The Comeback Trail), regia di George Gallo (2020)
- Bad Boys for Life, regia di Adil El Arbi e Bilall Fallah (2020) - personaggi
- Vanquish, regia di George Gallo (2021)
- Muti - The Ritual Killer (The Ritual Killer), regia di George Gallo, Francesco Cinquemani e Luca Giliberto (2023)
- Bad Boys: Ride or Die, regia di Adil El Arbi e Bilall Fallah (2024) - personaggi